# Maria Eduarda Barbosa
Maria Eduarda Ferreira Barbosa (* 15. Oktober 2003) ist eine brasilianische Leichtathletin, die sich auf den Hochsprung spezialisiert hat.

## Sportliche Laufbahn
Erste internationale Erfahrungen sammelte Maria Eduarda Barbosa im Jahr 2023, als sie bei den Südamerikameisterschaften in São Paulo mit übersprungenen 1,75 m den vierten Platz belegte. Im Jahr darauf gelangte sie bei den Ibero-Amerikanischen Meisterschaften in Cuiabá mit 1,78 m auf Rang sieben. Im September gewann sie bei den U23-Südamerikameisterschaften in Bucaramanga mit 1,78 m die Silbermedaille hinter der Kolumbianerin María Isabel Arboleda.
2023 wurde Barbosa brasilianische Meisterin im Hochsprung.